# Геністеїн
Геністеїн — один з декількох відомих ізофлавонів, що виявлені в численних рослинах, таких як люпин, біб кінський, соя, псоралея тощо, що є первинними джерелами харчування, а також у лікарських рослинах (наприклад, Flemingia vestita) та каві Геністейн є також антиоксидантом.